# Улица Дражинского (Ялта)
Улица Дражинского — улица в исторической части Ялты. Проходит от улицы Свердлова до посёлка Отрадное. Популярный туристический маршрут — проход к Массандровскому пляжу.

## История
Историческое название — Массандровская, ныне название Массандровская носит ответвление улицы к Массандровскому пляжу.
Современное название в честь русского революционера Юрия Дражинского (1892—1920), активного участника революционной борьбы за установление советской власти в Крыму в 1917—1920 годах, члена Крымского подпольного комитета, схваченного контрразведкой ВСЮР и казнённого.
В 1916 году была возведена Церковь Николая Чудотворца и Александры Римской (архитектор В. Н. Максимов). В советское время богослужения в храме не проводились, в 1992 году церковь возвращена верующим.
Улицу любил и часто показывал её друзьям поэт Владимир Луговской

## Известные жители
д. 19 — Юрий Дражинский (мемориальная доска)
д. 30 — Сергей Есенин

## Достопримечательности

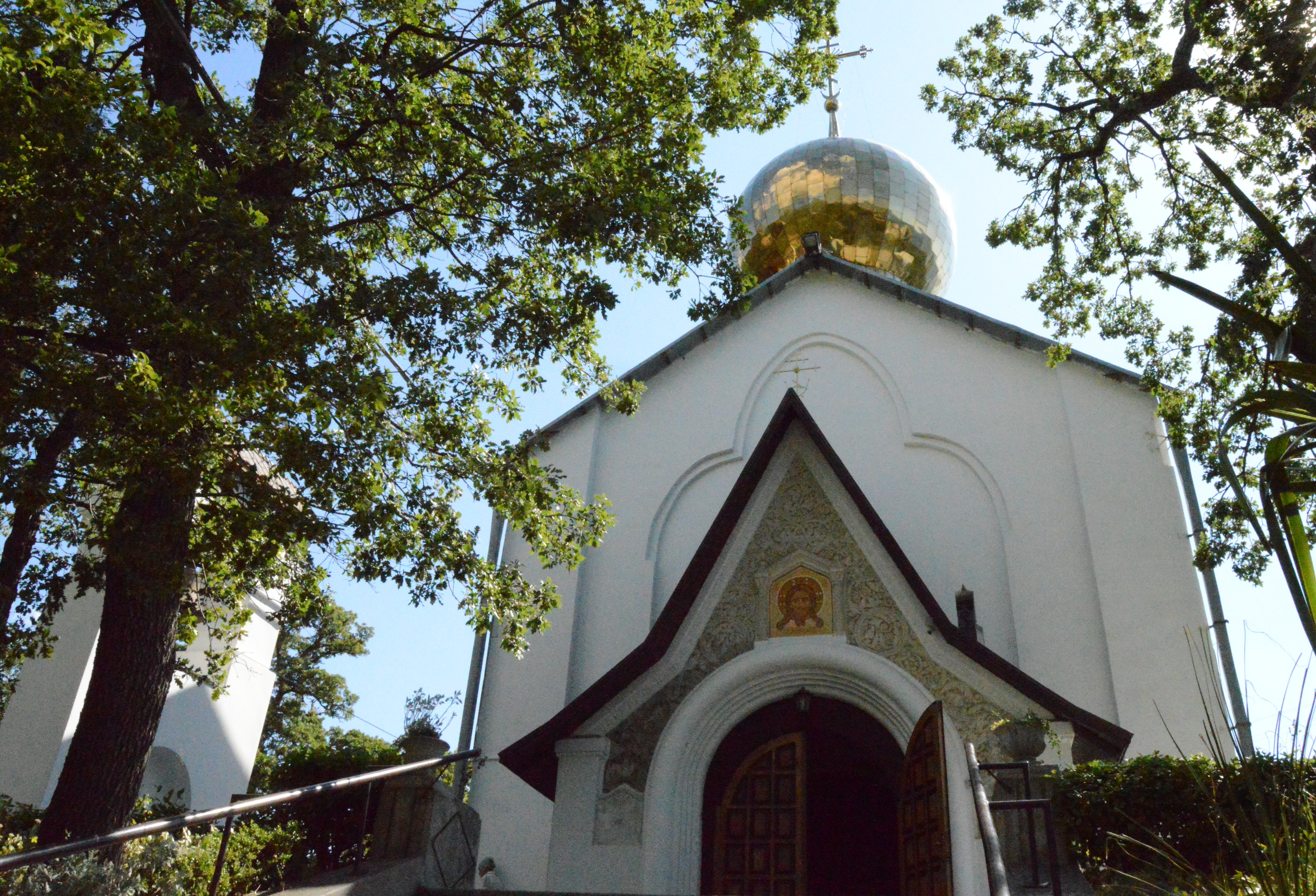
Храм Св. Николая Чудотворца и мученицы Царицы Александры в Массандре

д. 44а — Церковь Св. Николая Чудотворца и мученицы Царицы Александры в Массандре  Объект культурного наследия народов РФ регионального значения. Рег. № 911711012420005 (ЕГРОКН)
К. Г. Паустовский объяснял живописность этой улицы тем, что ней собрано, будто бы нарочно, много старых выветренных лестниц, подпорных стенок, плюща, закоулков, оград из дикого камня, кривеньких жалюзи на окнах и маленьких двориков с увядшими цветами, круто обрывающимися к морю, к береговым скалам; усиливаясь, ветер забрасывает в дворики солёные брызги, оседающие на разноцветных стёклах террас.

## Улица в кинематографе
На улице снят ряд эпизодов фильма «Небесные ласточки», фильма «Новые приключения неуловимых».